# NGC 2829
NGC 2829 is een lensvormig sterrenstelsel in het sterrenbeeld Lynx. Het hemelobject werd op 13 maart 1850 ontdekt door Johnstone Stoney, assistent van de Ierse astronoom William Parsons.

## Synoniemen
- NPM1G +33.0151
- PGC 2036350